# Curtiss P-36 Hawk
Curtiss P-36 Hawk (Curtiss Hawk Model 75) byl americký stíhací letoun z konce 30. let 20. století. Patřil k prvním stíhacím letounům nové generace, jednoplošníků s celokovovou konstrukcí, zatahovacím podvozkem a výkonnými motory. Letoun, který je známý především jako předchůdce typu Curtiss P-40 Warhawk, na počátku druhé světové války již nepatřil k výkonnostní špičce. Přestože americké armádní letectvo ho používalo jen omezeně, bojově ho používala Francie, Spojené království, Finsko, nebo Čína.

## Vývoj

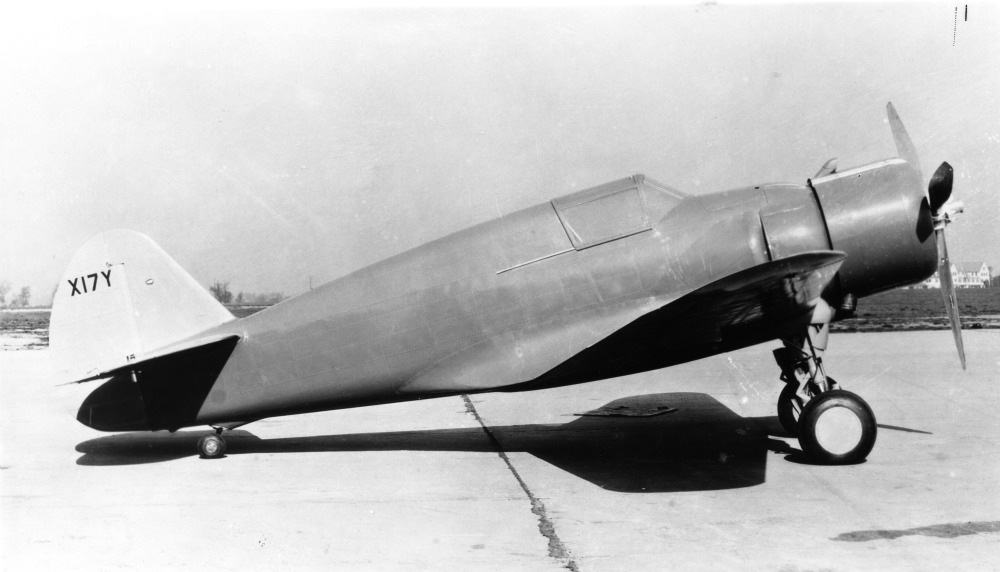
Prototyp Hawk Curtiss Model 75 (registrace X17Y)

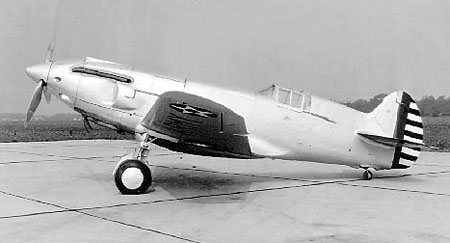
Jeden ze třinácti prototypů letounu Curtiss YP-37 s kapalinou chlazeným dvanáctiválcem Allison V-1710-21 s turbokompresorem.

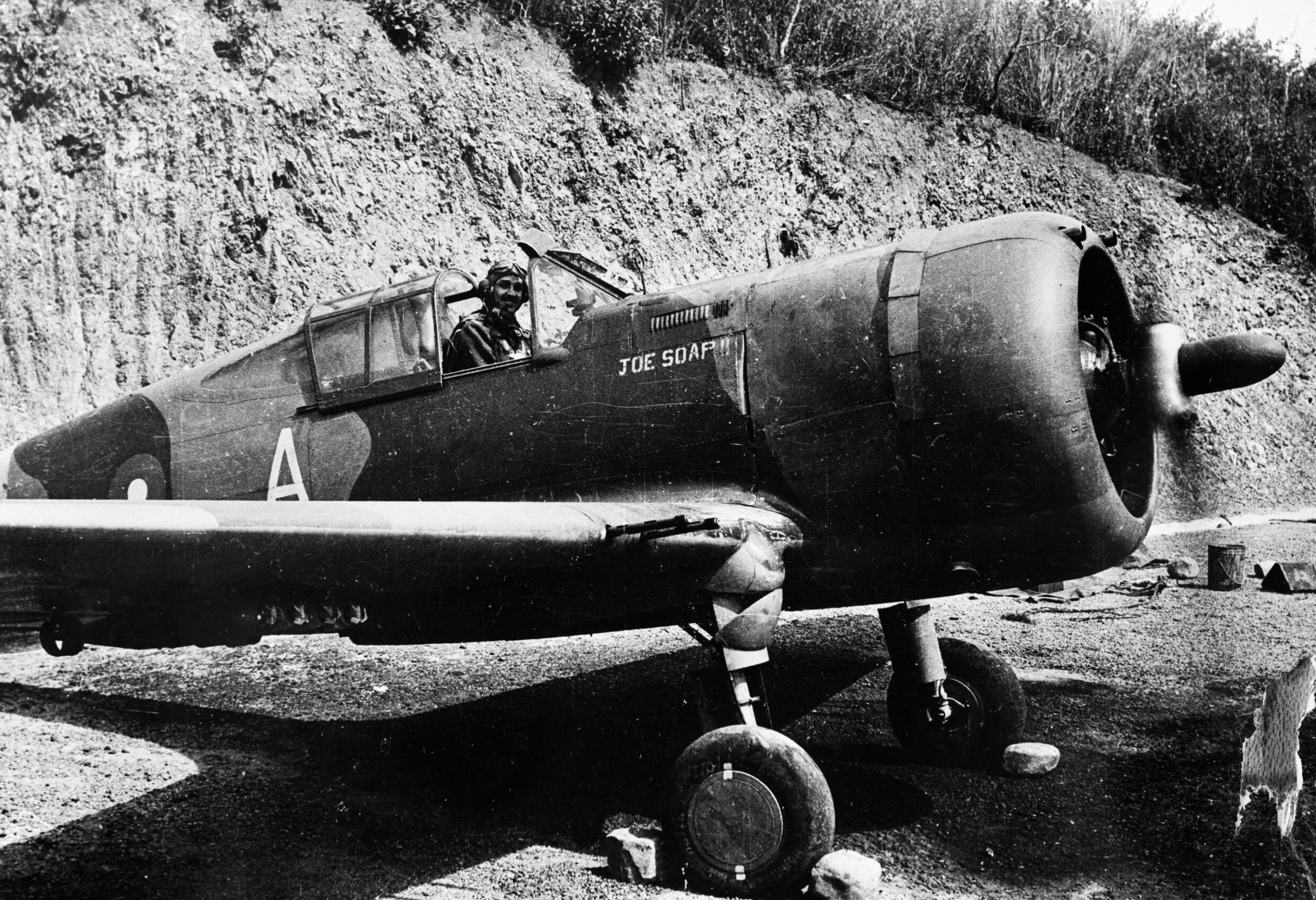
Mohawk Mk.IV (BS374, „Joe Soap II“) 155. perutě RAF se na letišti v Imphálu připravuje na bojový let.

Letoun P-36 byl zkonstruován na základě soutěže z roku 1935. Jeho vývoj vedl Donovan Reese Berlin. První prototyp Curtiss-Wright Model 75 (registrace X17Y, sériové číslo 11923) poprvé vzlétl 6. května 1935.
Celokovový prototyp Curtiss Model 75B byl poháněn hvězdicovým motorem Wright Cyclone o výkonu 625 kW. Výzbroj byla slabá, skládala se z jednoho synchronizovaného kulometu ráže 12,7 mm a jednoho ráže 7,62 mm. Podvozkové nohy se při zatahování otáčely o 90° tak, že kola dosedala naplocho do vybrání v křídlech. Soutěž sice vyhrála společnost Seversky se svým typem P-35, avšak velitelství USAAC objednalo tři prototypy Y1P-36 s pohonnými jednotkami Pratt & Whitney R-1830-13 Twin Wasp k vojskovým zkouškám. Tyto stroje již měly prodloužené prosklení kabiny. V červenci 1937 pak následovala objednávka na 210 sériových P-36A, které byly dodávány od dubna 1938.
Posledních 31 strojů této série mělo instalovaný motor R-1830-17 s výkonem až 883 kW a hlavňovou výzbroj posílenou o jeden kulomet ráže 7,7 mm v každé polovině křídla. Letouny nesly označení P-36C.
V roce 1937 firma Curtiss nabízela zjednodušenou exportní verzi Curtiss Hawk 75 s pevným kapotovaným podvozkem. Letoun byl určen pro státy, kde nehrozilo bezprostřední nebezpečí ozbrojeného konfliktu a nižší výkonnostní úroveň stíhacích strojů nebyla tak rozhodující. Hawk 75 poháněl hvězdicový motor Wright Cyclone GR-1820-G3 o výkonu 643 kW s užším prstencovým krytem typu NACA. Předváděcí prototyp (NR1277) v létě 1937 zakoupilo čínské letectvo, který o rok později následovalo 112 sériových letounů Hawk 75M. Hlavňová výzbroj byla shodná s verzí P-36A, pod křídlem byly závěsníky pro maximálně deset pum po 11,4 kg nebo šest po 22,7 kg. Čína následně převzala také stroje Curtiss H75A-5 se zatahovacím podvozkem.
Dalších 25 strojů s označením Hawk 75N odebral v roce 1939 tehdejší Siam. Jejich výzbroj byla posílena o dva kulomety ráže 7,62 mm, střílející mimo okruh vrtule. Nejméně 12 z nich bylo vyzbrojeno 23 mm kanóny Madsen dánské výroby, instalovanými ve schránkách pod křídlem.
Dalším zákazníkem bylo argentinské letectvo, které převzalo 30 exemplářů Hawk 75O. Státní letecká továrna Fábrica Militar de Aviones v Córdobě pak v licenci postavila v období 1940-41 200 kusů.
V květnu 1938 objednala v USA francouzská vláda 100 kusů letounů Curtiss Hawk H75A-1 (dřívější označení Hawk 75C-1), které byly ekvivalentem amerických P-36A, avšak s motorem R-1830-SC3 G Twin Wasp o 772 kW. Výzbroj tvořila čtveřice kulometů FN-Browning ráže 7,5 mm, z toho dva v křídle. Francie objednávala další dodávky až do výše 630 kusů, do francouzské kapitulace však převzala jen 291 Hawků. Zbylé stroje převzalo RAF, kde H75A-1 létaly pod jménem Mohawk Mk.I.
Dalších 100 kusů z původní velké francouzské objednávky mělo mírně odlišné motory a další kulomet 7,5 mm v každé polovině křídla. V Armée de l'Air nesly označení Hawk H75A-2, v Royal Air Force pak Mohawk Mk.II.
Dalších 135 kusů  Hawk H75A-3 určených pro Francii bylo dodáváno v období před její porážkou a nedodané stroje tak v rámci zákona o půjčce a pronájmu převzalo RAF jako Mohawk Mk.III. Zde byly vybaveny kulomety Browning ráže 7,7 mm.
Posledním typem původně objednaným pro francouzské letectvo v počtu 395 kusů byl Hawk H75A-4 s motorem R-1820-G205A Cyclone o 833 kW s odlišným tvarem motorového krytu. Francie stačila převzít pouze šest strojů, zbylé byly dodány RAF jako Mohawk Mk.IV.
24 kusů Hawk H-75A-6 se čtyřmi kulomety ráže 7,9 mm a motorem Twin Wasp zakoupilo Norsko. Pro nizozemské letectvo bylo objednáno 20 H75A-7, které byly po okupaci země dodány do Nizozemské východní Indie. 36 letounů Hawk H75A-8 s motorem Cyclone, pod jehož kapotou byly instalovány dva kulomety ráže 12,7 mm, bylo původně určeno pro Norsko. Nedodané letouny, které již norské letectvo nestihlo převzít, odebralo USAAF jako P-36G, které byly později prodány do Peru. Verze Hawk 75A-9 byla v počtu 10 kusů určena pro Írán.

## Služba

### Fuerza Aérea Argentina

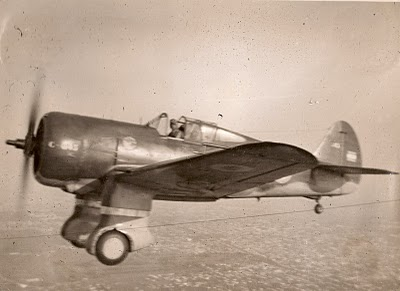
Argentinský FMA Curtiss Hawk 75O

Argentina pořídila několik letounů Hawk 75O s pevným, nezatahovacím podvozkem a také zakoupila výrobní licenci letounu; 30 strojů vyrobila a dodala firma Curtiss a 20 bylo vyrobeno v Argentině. Tyto letouny používaly stejný motor, Wright Cyclone R-1820-G5, jako letouny Martin 139WAA a Northrop 8A-2, které v té době argentinské letectvo používalo. Jejich výzbroj se skládala z jednoho kulometu Madsen ráže 11,35 mm a tří lehkých kulometů Madsen ráže 7,65 mm. Dále stroje mohly nést až deset pum o hmotnosti 14 kg pod křídly. Poslední z letounů zůstal ve službě až do listopadu 1954.

### Forca Aerea Brasileira
V březnu 1942 bylo deset amerických strojů P-36A převedeno do Brazílie.

### Royal Air Force

Údržba letounu Curtiss Mohawk Mk.IV, RAF, Indie, 1943

Royal Air Force (RAF) svůj zájem o letoun také projevilo. Porovnání zapůjčených francouzských Hawků 75A-2 se Spitfirem Mk I odhalilo, že má Hawk oproti první variantě legendárního britského stíhače několik výhod. Hawk měl při rychlostech nad 300 mph (480 km/h) lehčí řízení, zejména při střemhlavém letu, lépe manévroval a z kabiny měl lepší výhled. Hawk byl také lehčí na pilotování během vzletu a přistání. Není divu, že měl Spitfire převahu ve zrychlení a také maximální rychlosti, což mu nakonec dalo výhodu, že může útočit, ale také boje zanechat dle libosti.
Ačkoli se Británie pro Hawky nerozhodla, nakonec dorazilo 229 Hawků formou odkloněných zásilek původně do okupované Francie a také mnoho strojů do Anglie stahujících se francouzských pilotů. Letouny dostaly označení Mohawk I až IV, což odráželo francouzské Hawk 75A-1 až A-4 a jako výzbroj dostaly kulomety Vickers K a konvenční škrtící klapky. Letouny byly zařazeny k perutím RAF č. 5, 25 a 155.

### Armée de l'Air

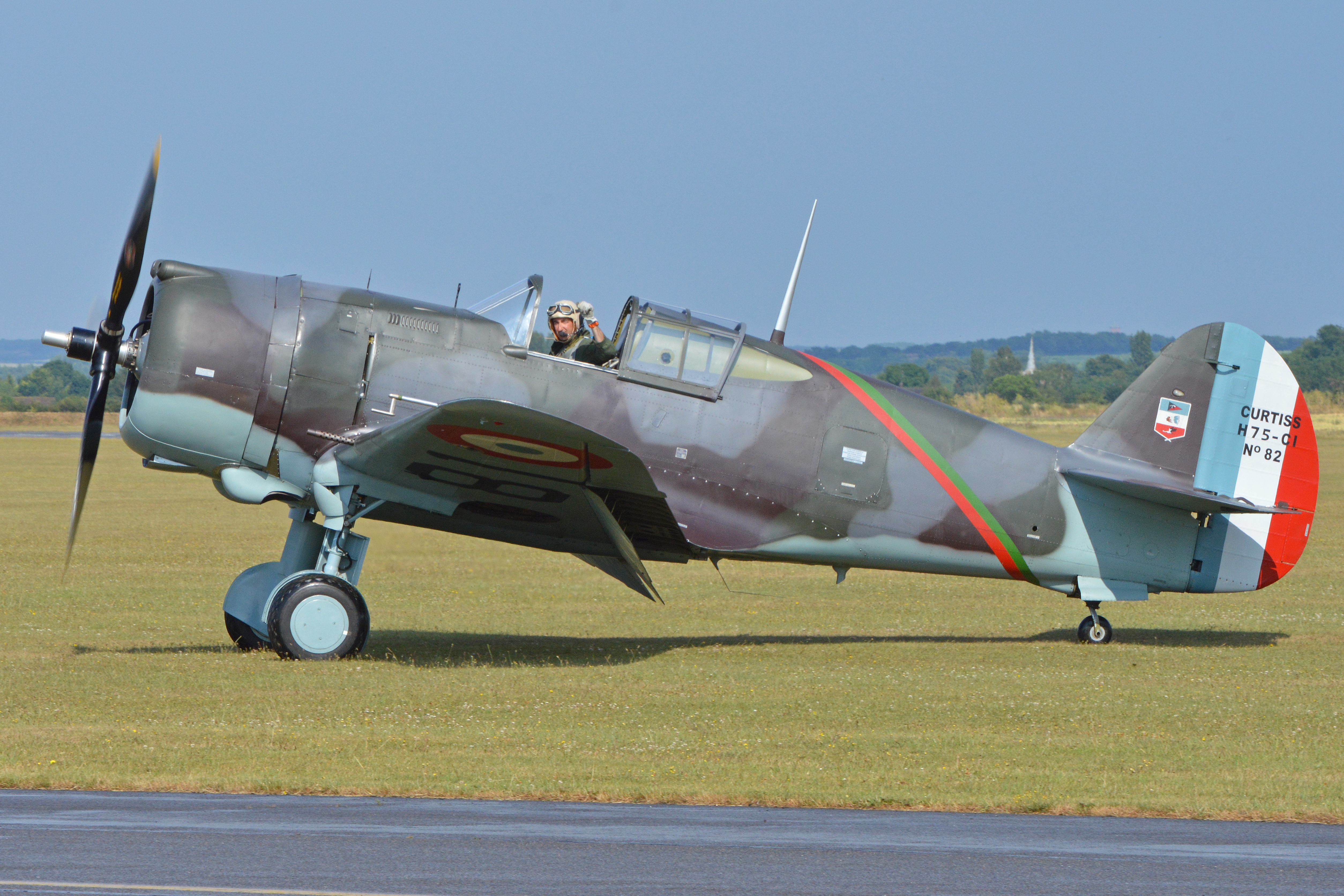
Curtiss H75A-1 (G-CCVH)

I přes konstrukční zastaralost stroje byl letoun Curtiss P-36 významnou posilou pro státy bojující proti Německu. Pochvalně se o něm vyjádřil i český pilot František Peřina.
Letouny Curtiss Hawk H75A byly u francouzského letectva zařazeny do výzbroje pěti skupin, GC I/4, GC II/4, GC I/5, GC II/5 a GC III/2.
Do soubojů s německými stíhači se H75A dostaly jako první již 8. září 1939 během podivné války. Šest těchto strojů z jednotky GC II/4 pod velením Sgt.Chef Roberta Cruchanta hlídkovalo na francouzsko-německém pomezí v prostoru Landau-Sarreguemines. Po přeletu hranic na německé území byly nejprve ostřelovány protiletadlovým dělostřelectvem a zanedlouho byly napadeny německými stíhači. Jednalo se o čtveřici podobně hlídkujících strojů Messerschmitt Bf 109E ze stíhací skupiny I./JG 53 „Pik As“, které vedl Oberleutnant Werner Mölders. Po leteckém souboji v prostoru Schaidt nárokovali francouzští piloti dva jisté sestřely bez vlastních ztrát. Sgt.Chef J. Casenobe a Adj. P. Villey po jednom ve spolupráci s Cruchantem. Ve skutečnosti Luftwaffe přišla o jeden Bf 109E W. Mölderse, který s poškozeným strojem nouzově přistál u Wolferweilleru.
6. října 1939 zahynul první československý pilot ve Francii, Sol. František Bartoň, který se vracel ze cvičného letu na domovskou základnu v Chartres. V zatáčce před dosednutím jeho H75A-1 ztratil rychlost a zřítil se k zemi.
6. listopadu 1939 odstartovalo devět Curtissů od GC II/5 k dosud největšímu střetnutí nad Francií od počátku války, které doprovázely fotoprůzkumný Potez 63.11 nad Sársko. Formaci vedenou Lt. Pierre Houzém napadla skupina 27 hlídkujících Bf 109D z jednotky JGr.102 pod vedením Hpt. Hannese Gentzena. Během patnáctiminutového střetnutí Francouzi ohlásili pět jistých sestřelů. Sgt. E. Salés a Sgt. Legrand po dvou a Asp. G. Lefol jeden. Dalších pět pravděpodobných nárokovali Lefol, Sgt.Chef R. Trémolet, Sgt.Chef P. de Montgolfier, Adj. J. Dugoujon a Sgt. A. Bouhy. Skutečné německé ztráty však činily čtyři letouny, další čtyři vážně poškozené Bf 109 nouzově přistály na německém území. Naopak potvrzený sestřel pouze jednoho poškozeného H75A byl přiznán Gentzenovi.
Z výcvikového střediska stíhačů CIC No 6 v Chartres přišli 1. prosince 1939 ke skupině Hawků GC II/4 v Xaffévillers českoslovenští piloti Sgt. Rajmund Půda a Cpl.Chef Jan Truhlář (19. ledna 1940 pak dorazil Lt. Alois Hlobil). K jednotce GC I/5, která byla se svými stroji Curtiss Hawk dislokovaná v Suippes, byly přiděleni Lt. Timotheus Hamšík, Sgt. František Peřina a Cpl. Vladimír Vašek. K GC II/5 v Toul-Croix-de Metz přišli Lt. Jan Klán, Lt. Josef Jaške, Cpl.Chef František Chábera, Cpl.Chef Josef Janeba, Cpl.Chef Ladislav Světlík a Cpl.Chef Otto Hanzlíček.

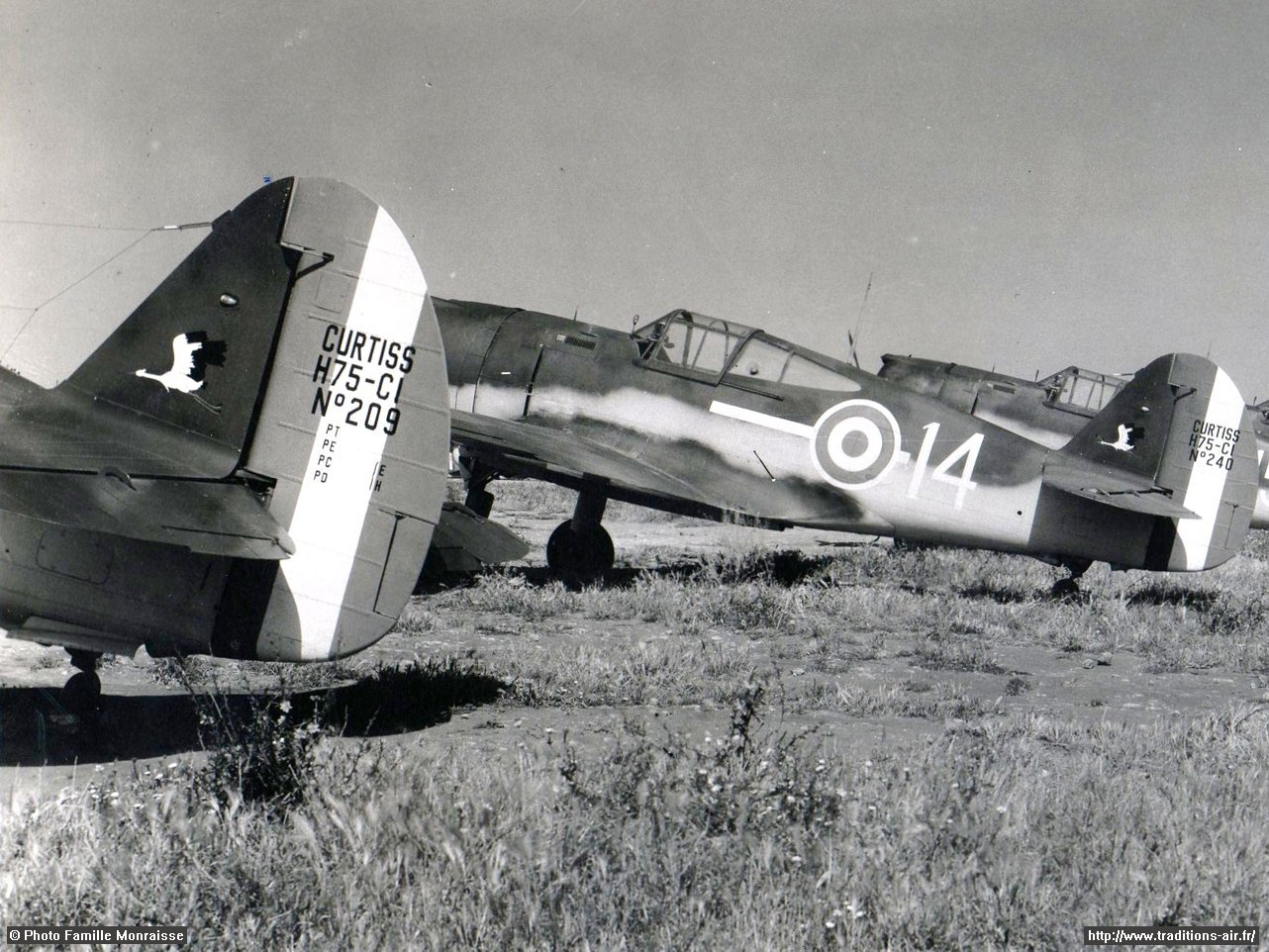
Francouzské letouny Curtiss H75-C1 v Casablance

Prvním československým pilotem, který zahynul při bojovém letu nad Francií, se stal příslušník GC I/5 Cpl.Chef Vladimír Vašek. Během hlídkového letu 2. ledna 1940 se odpojil se svým strojem H75A (No 13) od vedoucího Lt. E. Marina La Meslée a z výšky 8000 m se zřítil na zem u Malancourt. Příčinou byl zřejmě zamrzlý přívod kyslíku s následnou ztrátou vědomí. Byl povýšen na hodnost Sergent in memoriam. Další nehodu měl 19. ledna 1940 příslušník GC II/5 Cpl.Chef L. Světlík, kterému během stíhání Do 17M od jednotky 3.(H)/13 náhle došlo palivo. Nouzové přistání s Curtissem u Blenod-du-Tours přežil bez újmy.
26. ledna 1940 se skupina GC II/4 přesunula z polního letiště Xaffevillers, odkud vzlétala se svými Hawky od počátku války, na odpočinek na základnu Marseille-Marignane. Na frontu se útvar vrátil až 7. dubna, tentokrát na základnu Nancy-Azelot a 12. dubna se přesunuje na svou starou základnu Xaffevillers.

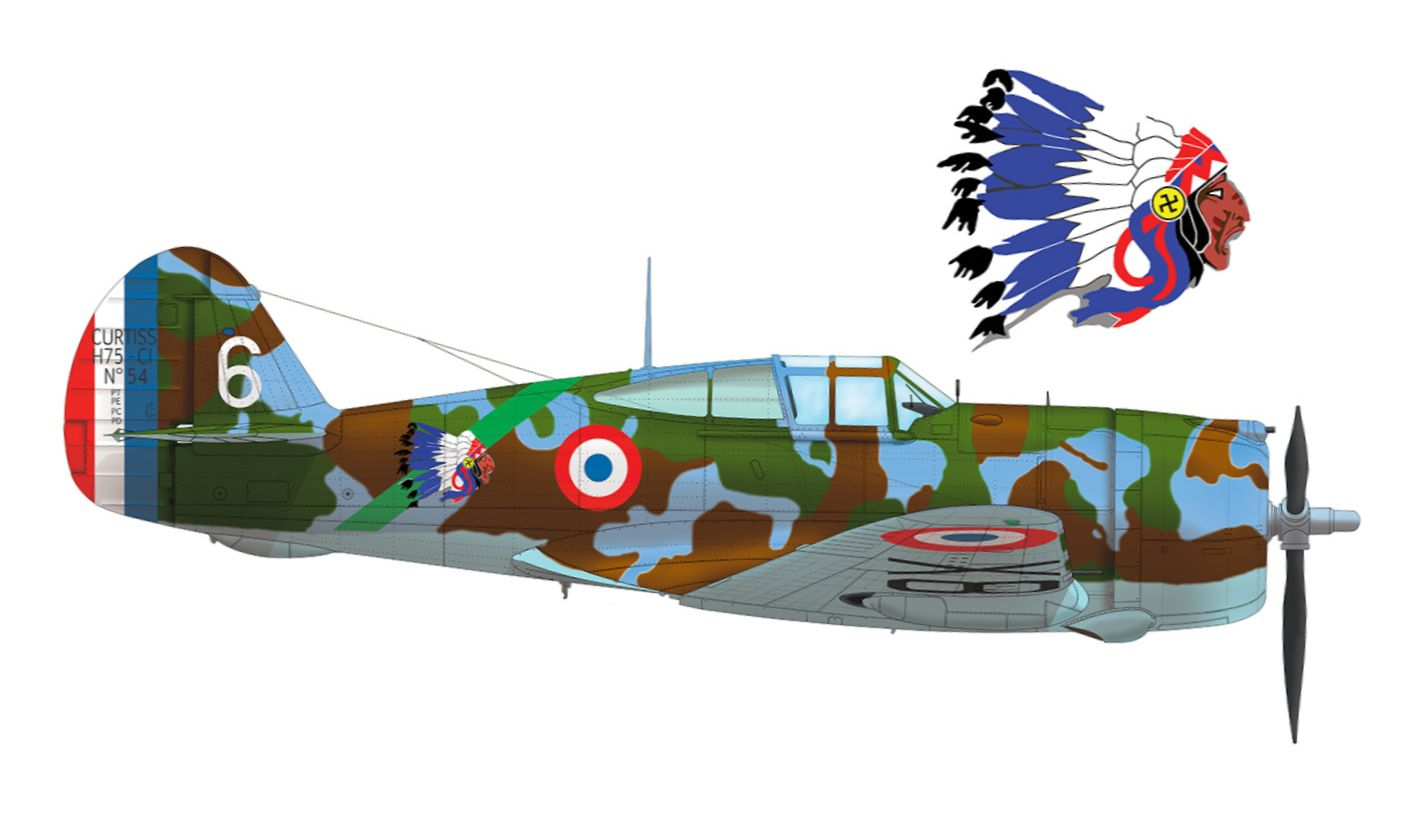
Curtiss H-75A1 od 3. letky GC II/5, po souboji s Bf 109E s ním 6. června 1940 nouzově přistál Sgt./C Josef Janeba

Prvního vzdušného vítězství přiznaného československému letci na západní frontě dosáhl příslušník GC II/5 Cpl.Chef Josef Janeba. 2. března 1940 odstartoval z letiště Toul-Croix-de-Metz společně s Hawky Adj.Chef G. Grase a Adj. P. de Montgolfiera k hlídkovému letu poblíž hranic. U Wölklingenu společně napadli a zasáhli průzkumný Do 17P od útvaru 1.(F)/22, který však unikl do neutrální Belgie. Po dokončení hlídky se vrátili do Toulu, kde jim byl Dornier přiznán jako pravděpodobně sestřelený. Ve skutečnosti byl jen lehce poškozen. 9. března 1940 se celá skupina GC II/5 přesunula na základnu Lyon-Bron, o dva dny později pak na letiště Marseille-Marignane. Ani zde však nepobyla dlouho a 13. března se opět stěhuje, tentokrát na základnu Cannes-Mandelieu. 23. dubna si na konto českoslovenští letci připsali první sestřel Bf 109 v bitvě o Francii. Toho dne vzlétlo 13 Curtissů Hawk GC II/5, nyní opět ze základny Toul-Croix-de-Metz, na doprovod fotoprůzkumného letounu Potez 637 do prostoru Differten-Hitzbach. Po vystoupání do letové hladiny objevili průzkumný Do 17P od jednotky 1.(H)/13, eskortovaný dvanácti Bf 109E ze stíhací skupiny I./JG 52. Tři Hawky nadále doprovázely Potez, pět zaútočilo na Dornier a zbylá pětice si vzala na starost Messerschmitty. Sous Lt. Janu Klánovi se podařilo zasáhnout Bf 109E-1 Ofw. Franze Essla, příslušníka 2./JG 52, východně od Bouzonville. Francouzi pak hlásili další Bf 109 jako pravděpodobně sestřelený, ve skutečnosti byl jen poškozen, podobně jako další dva, které žádný z pilotů Hawků nenárokoval. Průzkumný Dornier opakovaně zasáhli Sgt. E. Salés, Lt. P. Villacéque, Cne. G. Portalis, Sgt. P. Audrain, Cpl.Chef O. Hanzlíček a Sous Lt. J. Jaške. Byl jim přiznán jako pravděpodobně sestřelený, přestože s hořícím pravým motorem dokázal doletět na svou základnu. Československý pilot J. Jaške se při jeho dalším pronásledování dostal do palby protiletadlového dělostřelectva a se zasaženým motorem svého Curtissu (No 198) přistál bez podvozku u Pont-á-Moussonu.
Americké stíhací letouny Curtiss Hawk H75A v sestavě Armée de l'Air zasáhly do bojů i v první den německé operace Fall Gelb 10. května 1940. V časných ranních hodinách odstartoval z letiště Suippes velitel 1. escadrilly GC I/5 Cne. Jean Accart se svým číslem Sgt. Františkem Peřinou. Brzy po startu spatřili patnáctičlennou skupinu Bf 110 ze sestavy útvaru I./ZG 2, kterou se pokusil napadnout. „Stodesítky“, ač v početní převaze, boj nepřijaly a vysokou rychlostí unikly. Na rádiové varování pak oba piloti začali pronásledovat pět Do 17 od II./KG 2. Accart s Peřinou v piké zaútočili a jednomu Dornieru (U5+KP) zapálili motor, který se následně v plamenech zřítil u Minaurcourtu. Odpoledne se letiště Suippes stalo terčem náletu Do 17 III./KG 3 a II./KG 2, které doprovázelo šest Bf 110. Accart, Peřina a dalších sedm Curtissů úspěšně odstartovalo mezi dopadajícími pumami a začali pronásledovat unikající Dorniery. První bombardér dostihli a sestřelili severně od základny, druhý se po přesných dávkách zřítil u Villers. Třetí podlehl dvojici agresivně útočících Curtissů u Dun-sur-Meuse. GC I/5 přišla pouze o jeden Hawk Sgt. Preuxe, který zasažený stroj opustil na padáku. Během odrážení náletu, za který Luftwaffe zaplatila dvanácti Do 17, asistovaly Curtissy jednotky GC I/4 a stroje Hawker Hurricane 501. a 1. perutě Royal Air Force.
Na druhý den ráno do bojů zasáhly také Curtissy od GC II/5 z Toul-Croix-de-Metz, konkrétně proti svazu He 111 KG 53. Jako první z osmičlenné skupiny Hawků zahájili boj Portalis, Salés a Chábera, jehož výsledkem byl jeden zničený Heinkel u Mars-la-Touru a jeden pravděpodobně sestřelený He 111 Cháberou. Rovněž další roj Hawků GC II/5, v jehož čele letěl Lt. P. Houzé, byl úspěšný. Společně se svými čísly, Caporal-Chefy O. Hanzlíčkem a J. Janebou, poslaly v plamenech k zemi jižně od Bar-le-Duc další He 111. Třetí Heinkel padl za oběť Sous Lt. G. Ruchouxovi. 11. května 1940 bylo rovněž obnoveno odesílání stíhacích pilotů z Chartres na frontu. Ke GC I/5 byli na základnu Curtissů v Suippes odesláni Lt. Alois Vašátko, Lt. Adolf Vrána a Lt. Tomáš Vybíral.

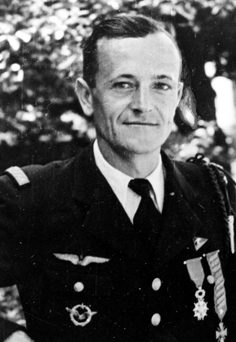
Edmond Marin la Meslée (1912-1945)

12. května do bojů opět aktivně zasáhly Hawky GC I/5. Šestici jejich pilotů, Cne J. Accart, Lt. E. Marin la Meslée, Sous Lt. J. Rey, Sgt.Chef F. Morel, Sgt. F. Peřina a Sgt.Chef D. Penzini, se podařilo východně od Sedanu překvapit dvě dvacetičlenné skupiny Ju 87 od útvaru I./St.G. 76. Jejich doprovod se opozdil a Hawky tak mohly nerušeně útočit. Sám Peřina po přistání nahlásil dvě Stuky sestřelené jistě a dvě pravděpodobně. Pak však dorazil opožděný doprovod až osmdesáti Bf 109 a jen Peřinův Curtiss inkasoval na 70 průstřelů. Na základnu Suippes se i přes početní převahu vrátily všechny stíhací Hawky, jejichž pilotům bylo přiznáno 11 jistých a pět pravděpodobných sestřelů Ju 87. Francouzi ovšem svůj výkon vyhodnotili poměrně optimisticky, neboť německý útvar střemhlavých bombardérů ztratil jen dva Ju 87, několik dalších však bylo poškozeno.
13. května prošli bojovým křtem čeští nováčci od GC I/5. V boji devíti Curtissů proti čtyřiceti He 111 u belgického Monzonu se Lt. T. Vybíral, Lt. M. Dorance a Sous. Lt. M. Parnier podíleli na sestřelu jednoho ze dvou Heinkelů zničených během souboje. Naopak Lt. A. Vrána byl při útoku na tento nepřátelský bombardovací svaz sám sestřelen doprovodnými Bf 109 a svůj hořící Hawk (No 33) musel opustit na padáku. Téhož dne byl sestřelen ve vzdušném boji s Bf 109 také Curtiss sesterské GC II/5, pilotovaný Lt. J. Klánem, který se svou poškozenou stíhačkou přistál bez podvozku.
Před polednem 14. května 1940 odstartovalo 18 Curtissů od GC I/5 ze Suippes s úkolem chránit fotoprůzkumný Potez 63.11. Po nasnímání německých pozic v místě průlomu spojenecké fronty u Sedanu byla celá formace pod velením Cdt. Jacquese Martina po otočce nazpět napadena třicítkou Bf 109. Hawkům se sice podařilo cenný Potez se snímky zachránit, ale Curtiss (No 92) Lt. T. Hamšíka byl sestřelen. Tomu se sice asi v 500 m podařilo poškozený Hawk opustit, ale neotevřel se mu padák. Odpoledne se na volný lov vydalo devět Curtissů útvaru GC II/5. Po rádiovém upozornění na formaci He 111 severozápadně od Met nejdříve narazily na jejich doprovod, který tvořilo dvanáct Bf 110 a desítka Bf 109. Při následném souboji Sgt.Chef F. Chábera postupně zapálil oba motory jedné „stodesítky“, která dopadla u Clouange. Další jednotka H75A, GC II/4, se toho dne po těžkých ztrátách Curtissů, utrpěných náhlými leteckými přepady, přemístila z dosavadní základny Xaffévillers na letiště Orconte.
15. května časně ráno odlétla skupina pilotů GC II/5 na palubě letounu Mureaux do Châteaudunu pro nové Curtissy, zatímco ostatní stíhači na zbylých strojích znovu zasáhli do bojů. Ráno vzlétlo deset Hawků této jednotky k hlídce nad frontu, kde napadly skupinu He 111. Obranná palba palubních střelců sestřelila Curtissy (No 180 a No 145) Cne G. Portalise a Adj. P. de Montgolfiera, kteří své hořící stroje opustili na padáku. Při návratu z boje Cne. M. Monraisse, Lt. J. Klán, Adj. Chef J. Dugoujon a Sgt.Chef Legrand v prostoru Clouange napadli Hs 126. Byl jim společně přiznán jako pravděpodobně sestřelený. Druhý Hs 126 padl za oběť hlídce H75A od GC I/5 v oblasti Vendresse ve složení Lt. E. Marin la Meslée, Lt. T. Vybíral, Lt. M. Dorance, Sous Lt. M. Parniere, Sous Lt. G. Lefol, Sous Lt. J. Rey a Sgt.Chef L. Vuillemain. Českou skupinu u GC II/4 na základně Orconte posílil Sgt.Chef Karel Pošta, přeškolený na Hawk v Chartres.
První sestřel dosažený českým pilotem u stíhací skupiny GC II/4 zaznamenal 16. května Sgt.Chef R. Půda. Stalo se tak opět během doprovodu třicítky Curtissů průzkumného Potezu 63 v prostoru Remeš-Vernier-Neufchâtel. Hawky se během letu dostaly do boje s třiceti bombardéry, které doprovázely dvoumotorové Bf 110. Půda přitom sestřelil jeden Do 17 a jeho kolegové se postarali o další dva bombardéry a jeden Bf 110 bez vlastní ztráty. Další piloti Curtisů, tentokrát z GC II/5, během hlídkového letu rozstříleli Hs 126, který dopadl severně od Esch-sur-Alzette v Lucembursku. O vítězství se podělila celá pětice ve složení Cne M. Monraisse, Adj.Chef J. Dugoujon, Sgt.Chef A. Legrand, Sgt.Chef L. Světlík a Sgt. P. Audrain. Odpoledne ze do bojů opět zapojily Curtissy z GC II/5. Devítičlennou formaci vedl Cne Monraise, která zničila další Hs 126. Následně byla skupina rádiem navedena na patnáct He 111 u Sedanu. Při prvním útoku Lt. J. Jaškeho začaly hořet oba motory napadeného Heinkelu, při druhém sám inkasoval zásahy do motoru své stíhačky (No 60) od zadního střelce. Při nasazování na nouzové přistání byl ještě zasažen doprovodným Bf 110, ale vyvázl bez zranění. V ten samý den dva další příslušníci GC II/5, Sgt.Chef J. Gisclon a Cpl.Chef L. Světlík, pravděpodobně sestřelili Do 17 nad Lucemburskem. V podvečer toho dne uzavřeli Hawky své skóre zlikvidováním dalšího Hs 126, který vedl skupinu Do 17. Jednalo se o devítičlennou formaci jednotky GC I/5, z nichž byl sestřelený Henschel připsán Lt. M. Dorancemu, Lt. T. Vybíralovi, Sous Lt. F. Warnierovi, Sgt.Chef Bressieuxovi a Sgt.Chef M. Tallentovi. U Rethelu dopadl i jeden z Dornierů, který byl přiznán všem z devítky Curtissů.
17. května 1940 získal svá první dvě vítězství Cne Alois Vašátko, příslušník GC I/5. Při hlídkovém letu nad frontou se sedm Curtissů této jednotky utkalo s osmi Bf 109, z nichž dva bez vlastní ztráty pomalejší Hawky sestřelily. Oba Messerschmitty byly přiznány všem sedmi pilotům společně.
Druhý den odpoledne se devíti Hawkům z GC I/5 podařilo zcela rozvrátit bombardovací sestavu He 111 v prostoru Soissons. Do jejich kabin usedla skoro samá esa, Cne J. Accart, Cne A. Vašátko, Lt. E. Marin la Meslée, Sous Lt. J. Rey, Sous Lt. M. Rouquette, Sgt.Chef Muselli, Sgt.Chef F. Morel, Sgt.Chef L. Vuillemain a Sgt. F. Peřina. První Heinkel se zřítil po společném útoku Vašátka a Accarta. Z pravé strany německých bombardérů pak společně Vašátko, Marin la Meslée, Muselli, Morel a Vuillemain odehnali další He 111 se kterým skoncovali u Laon-Soissons. V tomto prostoru pak dopadl třetí německý Heinkel po společné akci Vašátka, Peřiny, Accarta a Reye. GC I/5 v tomto boji nárokovala celkem šest sestřelů, skupina GC II/4, která se angažovala ve stejné potyčce, další dva. II./KG 55 „Greif“ však postrádala pouze čtyři své He 111. Na druhé bojující straně však GC I/5 musela postrádat Françoise Morela, který s průstřelem hlavy musel opustit kokpit svého Hawku (No 199) na padáku. U obce Hartennes-et-Taux po dopadu zemřel. Druhým zraněným pilotem GC I/5 byl J. Rey, který byl po nouzovém přistání Curtissu (No 204) převezen do nemocnice. Do střetu s nepřítelem se 18. května dostalo také devět Hawků GC II/5, hlídkující mezi Metami a Pont-á-Moussonem. Palba francouzského protiletadlového dělostřelectva je upozornila na přítomnost osamoceného He 111, kterého patrola pravděpodobně sestřelila. Vzápětí se objevil doprovod asi deseti Bf 109 ze sestavy stíhací skupiny III./JG 52. Sgt.Chef O. Hanzlíček a Sous Lt. G. Ruchoux nejprve společně sestřelili jednu Bf 109E Ofw. Adolfa Waltera, usazenou za ocasními plochami jiného Hawku. Hanzlíčka však ihned atakoval další Messerschmitt, za jehož řízením seděl Lt. Günther Rall, příslušník 8./JG 52. Hanzlíček se z hořícího stroje (No 27) zachránil na padáku. Sám Rall ovšem musel nouzově přistát po odvetné akci Curtissu Sous Lt. Trémoleta. V tento den pak posílily řady Groupe de Chasse I/5 další českoslovenští piloti, Cne Josef Duda a Lt. Josef Burger.
19. května 1940 svůj počet sestřelů navýšil dosud nejúspěšnější Čech v řadách francouzského letectva František Peřina. Jako člen tříčlenného roje GC I/5 zahájil osamocen palbu na jeden z dvanácti He 111, protože zbylé dva Hawky se za ním opozdily. Rozstřílený Heinkel pak dorazil Lt. E. Marin la Meslée, který po dopadu shořel u Hessu. Peřina pak z nedostatku střeliva pouze krátkou dávkou poškodil levý motor druhého He 111, který následně unikl za německé hranice.
24. května, kdy již vzdušný prostor nad Francií začala pomalu ovládat Luftwaffe, se pilotům Curtissů od GC II/5 podařilo vybojovat další z řady vítězství. U Languyonu z převýšení napadlo jedenáct Hawků této jednotky dvanáct Bf 109. Výsledkem nastalého souboje byly tři jisté a dva pravděpodobné sestřely Messerschmittů, z nichž jeden si připsala dvojice F. Chábera a J. Dugoujon. Francouzská strana z boje vyvázla pouze s jedním poškozeným Curtissem.
Ráno druhého dne čtveřice z devítičlenné formace Hawků GC I/5 sestřelila další Hs 126, který náležel jednotce 2.(H)/14. O vítězství se pak podělili Marin la Meslée, Vašátko, Vrána a Muselli. Do boje se ihned zapojil doprovod zničeného Henschelu, devět Messerschmittů Bf 109. Po dvacetiminutovém souboji, ze kterého Curtissy vyšly beze ztrát, ohlásili jejich piloti nárok na dva Bf 109 pravděpodobně sestřelené. Jeden z nich si připsal opět Vašátko ve spolupráci s Sgt.Chef D. Penzinim. Úspěšní byly také letci sesterské GC II/5, kteří 25. května během leteckého souboje sestřelili Do 17. V osmičlenné skupině byl i Sgt. Chef L. Světlík.
26. května 1940 se devět Curtissů GC I/5 podílelo na odražení náletu He 111 na Vitry-le-François. Při doprovodu průzkumného Potezu 63 nad frontovou linii narazili piloti francouzského letectva na trojici Heinkelů od skupiny I./KG 55 „Greif“. Na sestřelení dvou z nich participovalo všech devět Hawků, včetně pilotů Lt. F. Peřiny a Lt. A. Vrány. Do boje se zapojil i Cne. A. Vašátko, který osamocen zaútočil na dvanáctičlennou formaci He 111. Po jeho ataku se jeden v plamenech zřítil u Vouziers, avšak sám Vašátko inkasoval zásah od obranné palby do kabiny. Se zraněním se však dokázal vrátit na základnu.
O dva dny později navýšila počet svých vzdušných vítězství také jednotka GC II/4. Po vyhlášení poplachu dostihla dvojice Hawků Sous Lt. G. Baptizeta a Sgt. R. Půdy průzkumný Do 17. Po krátkém boji jej v prostoru Attigny sestřelila.

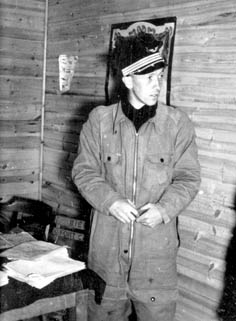
Cne Jean Accart, velitel 1. escadrilly GC I/5 v květnu 1940

1. června 1940 proti svazům He 111 a Do 17, které letěly na cíle v oblasti Lyonu, Le Creusot, St. Etienne a Marseille, zasáhly stíhačky od několika jednotek. Jednalo se o stroje Morane-Saulnier MS.406 od GC I/2 a GC II/2, Hawky od GC I/5, Dewoitine D.520 od GC II/7 a Bloch MB-152 od GC III/9. Podařilo se jim sestřelit celkem 11 nepřátel. Již během ranních hodin se pilot Lt. T. Vybíral zařadil svým pátým sestřelem mezi letecká esa. Vzlétl společně s dvojicí Hawků GC I/5 ze St. Dizier Lt. M. Dorance a Sgt.Chef M. Bresvieuxe na poplach proti Do 17 jednotky 2.(F)/22. Po vystřílení veškeré munice se průzkumný dvoumotorový stroj zřítil u Bar-sur-Seine. Odpoledne objevilo šest jiných Curtissů jednotky GC I/5 třicetičlennou skupinu He 111 I./KG 53 „Legion Condor“. Protože první tříčlenný roj nepřátelskou formaci kvůli oblačnosti neobjevil, zaútočila zbylá trojice ve složení Cne J. Accart, Lt. F. Peřina a Sous Lt. Yves Le Calvez. Výsledkem útoku byly tři Heinkely poškozené, čtvrtý sestřelený dopadl u Vesoul. Pro samotného Accarta, který tehdy se dvanácti sestřely jistými a čtyřmi pravděpodobnými vedl tabulku nejúspěšnějších stíhačů Armée de l'Air, tento boj znamenal jeho konec účasti ve francouzské kampani. Jeho Hawk (No 151) zasáhla odvetná palba a po seskoku skončil se zlomenou nohou a otřesem mozku v nemocnici. Le Calvez rozbil svůj Curtiss na poli při pokusu o nouzové přistání s vytaženým podvozkem a rovněž Peřinův stroj byl poškozen obrannou palbou. V tento den se také skupina Hawků GC I/4 přesunula z Villacoublay do Évreux-Fauville a skupinu GC I/5 posílili piloti Cpl. Zdeněk Kothera, Sgt.Chef Emil Morávek a Cpl.Chef Jiří Řezníček.
3. června 1940 odstartoval čtyřčlenný roj Curtissů od GC I/5 proti hlášenému průzkumnému Hs 126. Po krátkém letu jej čtveřice ve složení Vašátko, Marin la Meslée, Vuillemain a Muselli sestřelila u Sommanthe. V odpoledních hodinách vzlétl na svou poslední misi v bitvě o Francii Lt. František Peřina. Jeho domovská skupina GC I/5 odstartovala v sestavě 21 Hawků proti čtyřicítce Do 17, doprovázených dvanácti Bf 110. Celou nepřátelskou formaci výškově zajišťovalo asi čtyřicet Bf 109. Aby odlehčil svým kolegům od 2. escadrilly, která atakovala Dorniery, vlétl osamocený Peřina do sestavy Bf 110 a soustavnou palbou mezi nimi způsobil zmatek. „Stodesítky“ jednotky III./ZG 26 se po utvoření obranného kruhu soustředily na Peřinův Curtiss (No 254) a zbylé stroje jeho skupiny začaly s útokem na německé bombardéry. František Peřina byl po střelbě ze středu kruhu na jednu Bf 110 sám zasažen a s rozstříleným Hawkem s nefungující hydraulikou nouzově přistál bez podvozku u la Ferté Gaucher. V dalším souboji se s Messerschmitty Bf 110 následně utkali i další dva českoslovenští piloti Hawků GC I/5, Alois Vašátko a Lt. A. Vrána. V tomto střetnutí celkem GC I/5 nárokovala sestřelení jednoho Do 17, dvou Bf 110 a dvou Bf 109. Francouzská jednotka přišla o Curtiss F. Peřiny, Sous Lt. P. Scotte (No 49), který v jeho hořících troskách zahynul a Sous Lt. M. Parniére (No 85), který havaroval u Épernay.
5. června 1940 tvořilo 15 Curtissů od GC I/4 z Evreux-Fauville doprovod osmnácti bitevních letounů Breguet 693 jednotek GB 18 a GB 19 s úkolem napadnout a zastavit čela XIV. Panzerkorpsu jižně od Abbeville. Těsně před cílem byla formace francouzských strojů napadena skupinou Bf 109, z nichž jednu poslal k zemi Lt. F. Burda za asistence Sgt. R. Collarta a Sgt. A Kellera. Celkem GC I/4 nárokovala šest jistých a jeden pravděpodobný sestřel při ztrátě jednoho Hawku Lt. Meyzonniera, který osamocen podlehl přesile sedmi Bf 109. Skutečné ztráty Bf 109 III./JG 3 však činily jen dvě „stodevítky“. Do bojů v tento den zasáhly také Curtissy GC II/4 z Orconte, které se utkaly s průzkumným Hs 126 a jeho doprovodem šesti Bf 109. Lt. G. Baptizet sestřelil jeden Messerschmitt a následně i Henschel ve spolupráci s Cne A. Hlobilem. Odpoledne sedm jiných Hawků jednotky GC I/5 zlikvidovalo bez vlastní ztráty čtyři bombardovací He 111, útočící na Orléans.

### Ilmavoimat

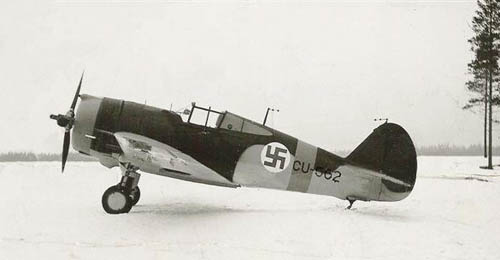
Finský Curtiss Hawk H75A (CU-562), Lelv-32, Ilmavoimat

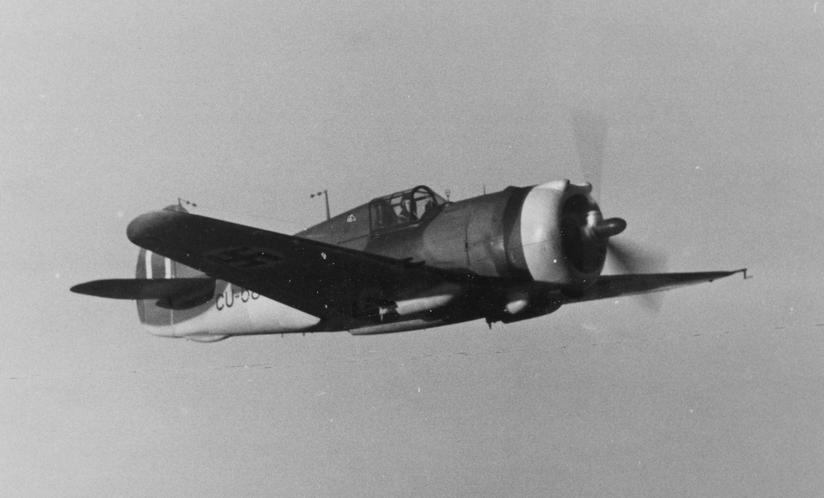
Curtiss Hawk (CU-580), 1.LeLv-12, Ilmavoimat, 1943

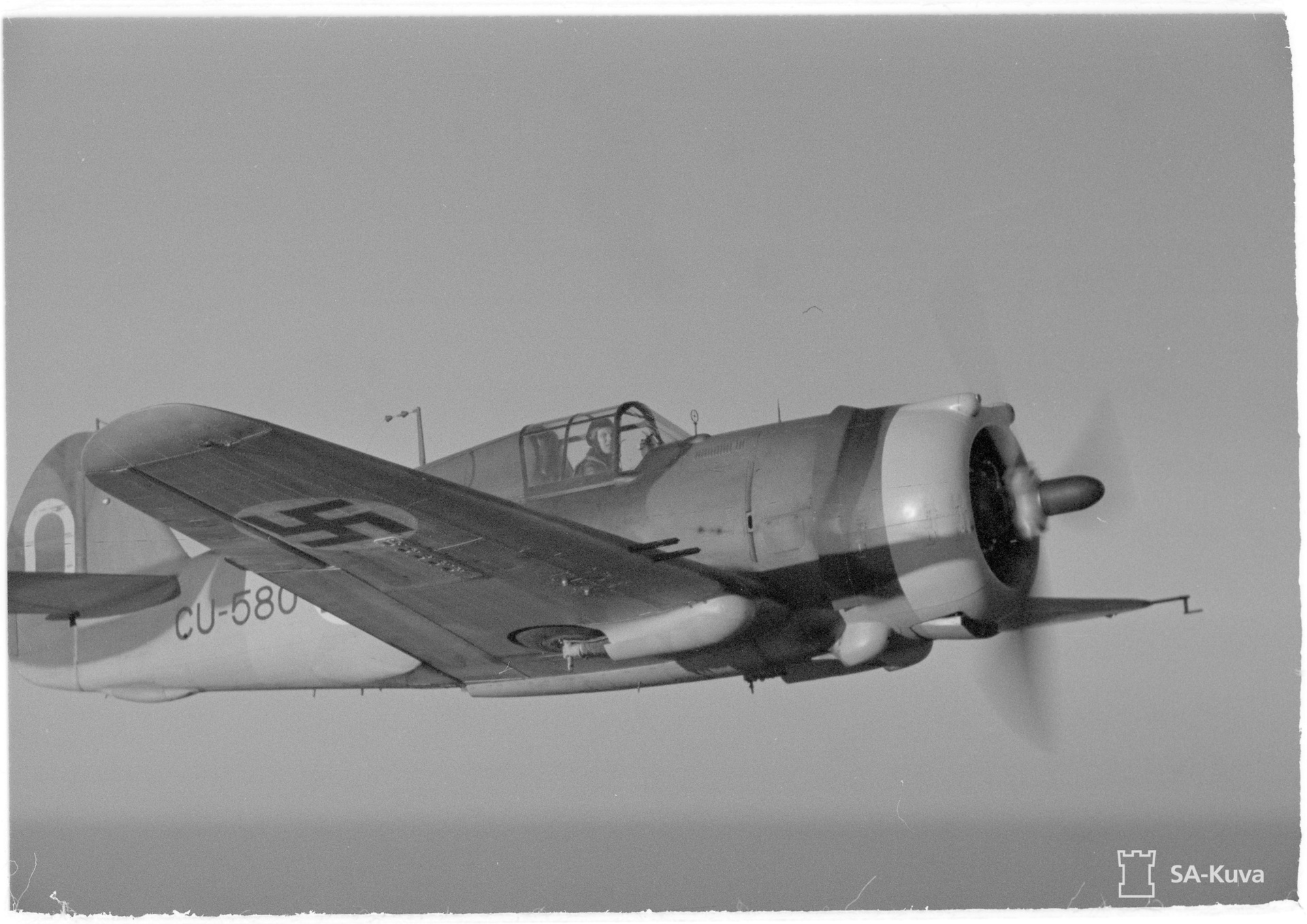
Finský Curtiss Hawk 75

Během tažení Norskem, Francií a zeměmi Beneluxu v roce 1940 získalo Německo mj. i řadu letounů Curtiss H75A Hawk. Na jaře 1941 Němci svým potenciálním spojencům oznámili ochotu část ukořistěných letounů prodat. Finsko roku 1941 zakoupilo 29 Hawků, dalších 15 pak na přelomu let 1943/44. 13 Curtissů pocházelo z Norska a zbytek z Francie. Jednalo se o šest letounů verze H75A-1, devět A-2, devět A-3, sedm A-4 a třináct A-6. Před dodáním prošly opravami a úpravami v továrně Espenlaub Flugzeugbau ve Wuppertalu, kde jim byly instalovány německé přístroje, vybavení, radiostanice FuG 7A (některým zůstaly francouzské RI 537), zaměřovače Revi 3D nebo C/12D a novou kamufláž.
První dodávku do Finska z června 1941 obsahující sedm strojů A-4, dva A-2, jeden A-3 a šest A-6 obdržely perutě Lelv 12 v Kuorevesi (šest Hawků) a Lelv 14 v Laikko (devět). Již v červenci bylo rozhodnuto přezbrojit na tento typ Lelv 32 na letišti Utti, která jimi nahrazovala stroje Fokker D.XXI. Od útvaru Lelv 12 však přišly jen dva Curtissy, protože jeden byl sestřelen během Pokračovací války a tři poškozené opravovaly ve Státním leteckém závodě (LV) v Tampere. Z devíti, kterými disponovala Lelv 14, se opravovaly také tři, zbývajících šest se tedy přemístilo do Utii.
Lentolaivue 32 zahájila válku proti SSSR po doplnění s desítkou Curtissů společně s Fokkery XIII. Velitelem perutě byl majuri O. Ehrnrooth, piloti pak vytvořili tři letky pod velením kapteeni P. Berga, K. Lathely a A. Bremera. U nové jednotky nebyly „Kurtiisi“ přiděleny jednotlivým letkám ani pilotům, ale letci se v jejich kabinách střídali. Hlavní operační činností jednotky bylo vzdušné krytí postupujících finských armád na Karelské šíji.
Do konce roku 1941 měla jednotka na kontě 53 sovětských letounů, převážně I-153, I-16 a MiG-3. Sama přišla o čtyři sestřelené Curtissy, přezdívané také „Sussu“, a jeden odepsaný po havárii, ve kterém zahynul P. Berg.
Bojová činnost Lelv 32 byla kvůli nepříznivému počasí obnovena v březnu 1942 ze základny Suulajärvi. 28. března odstartovalo 12 Curtissů finského letectva, vedených luutnanti P. Nurminenem, na podporu útoku na město Suursaari. Při hlídkování nad již dobytým městem se náhle objevilo 29 sovětských stíhaček I-16 a MiG-3, letících ve třech formacích. Po vzdušném boji, trvajícím nepřetržitě půldruhé hodiny, dohořívalo v okolí města sedmnáct vraků sovětských letadel a dalších šest se značně poškozená vlekla zpět za frontu. Finové neztratili ani jeden „Sussu“.
V květnu 1942 se 32. peruť přemístila na letiště Nurmoila s úkolem zajistit leteckou ochranu finských jednotek během útoku v oblasti Olonetské šíje. Zde se Curtissy začaly střetávat s novými sovětskými letouny LaGG-3 a Pe-2. Například začátkem září 1942 narazila patrola vedená lentomestari Koskinenem nad Lotinaupelto na formaci sovětského letectva, čítající celkem 35 až 40 bombardérů se stíhacím doprovodem. A. Bremer odletěl zpět ke své jednotce a přivedl do boje celý zbytek 2. letky. Osm Hawků během hodiny zlikvidovalo šest strojů LaGG-3, čtyři I-16, dva MiG-3 a jeden Pe-2. Všechny finské „Kurtiisi“ se vrátily na základnu, i když s různým počtem průstřelů. Rok 1942 uzavřely H75A finského letectva skórem 87 vzdušných vítězství za cenu jednoho sestřeleného letounu a čtyř zničených při havárii.
V roce 1943 převzal velení Lelv 32 po Ehrnroothovi majuri L. Bremer, 1. letku vodil luutnanti J. Arnkil, 2. kapteeni A. Bremer a 3. kapteeni P. Nurminen. První pololetí tohoto roku bylo poznamenáno častými haváriemi opotřebovaných Hawků. Tři byly zcela odepsány, pět bylo odesláno do VL, dva byly sestřeleny a jeden padl za oběť nepřátelskému bombardování. V červnu měla jednotka na stavu pouze tři letuschopné stroje a proto došlo k nákupu dalších 15 Curtissů v Německu. Dodávány byly postupně od srpna 1943 do začátku roku 1944. Vzhledem k meteorologickým podmínkám a probíhání hlavních bojů mimo operační oblast byly bojové ztráty Hawků v roce 1943 nízké.
Klidně probíhaly i počáteční měsíce roku 1944 a k prvním bojovým střetnutím docházelo až na konci března. Proti značně olétaným finským Hawkům stály v tomto období například letouny La-5 nebo nové verze Jaků, americké Douglas A-20 Boston a Bell P-39 Airacobra, nebo 6. června 1944 poručíkem Erolem sestřelený sovětský Martin B-26 Marauder. V červnu zahájila Rudá armáda velkou ofenzivu po celé délce fronty a 32. peruť musela ustoupit nejprve do Uomaa a následně na základnu Mensuvaara. Poslední vzdušné vítězství Hawků v řadách Ilmavoimat si připsala druhá letka 26. července 1944 sestřelem letounu Polikarpov U-2. 4. září bylo podepsáno příměří a Lelv 32 byla rozpuštěna.
Finské Hawky dosloužily roku 1948 u perutí 11 a 13 a také v pilotní škole. Celkové skóre Curtissů během konfliktu se SSSR činilo 190 a 1/3 sestřelu ku 8 sestřeleným strojům v leteckých soubojích, 6 protiletadlovou palbou, 1 zničeným při bombardování a 9 při nehodách. Nejúspěšnějším stíhačem „Sussu“ se stal luutnantti K. Karhila, který do přesedlání na Bf 109G zničil 13 a 1/4 letadel. Nejvýkonnějším strojem se pak stal Hawk CU-560 s 18 a 3/4 sestřelů.

### Militaire Luchtvaart van het Koninklijk Nederlands-Indisch Leger (ML-KNIL)
Koncem roku 1939 objednalo Nizozemsko v USA 35 stíhacích strojů Curtiss Hawk H75A-7, ale tato objednávka byla nakonec zredukována na 20 kusů. Tyto letouny byly vzhledem k německé okupaci Nizozemska odeslány do Nizozemské Východní Indie, kde z nich byl vytvořen útvar 1-VIG-IV (1. afdeling, vliegtuiggroep IV), dislokovaný na Jávě.
Hawky ML-KNIL se do bojů proti Japoncům poprvé zapojily 21. prosince 1941 v operacích nad Malajskem. Počátkem měsíce Holanďané přemístili některé jednotky z Jávy na Sumatru, mezi nimiž byly i dvě letky 1-VIG-IV. Ráno odletěly čtyři H75A z Pekanbaru do Medanu, kde doplnily palivo. Odtud odstartovaly na přelet do Singory s úkolem bombardovat hlavní zásobovací železniční stanici. Každý letoun měl zavěšeny čtyři 100 kg pumy. Ihned po startu z Medanu se srazily dva Curtissy Ensign J. F. Sanderse a Sgt. van Breena (C329) a oba letci zahynuli. Velitel jednotky Lt. Max van der Poel pokračoval v letu k cíli spolu se svým číslem Sgt. H. J. Mulderem, který však v hustých mracích zmizel. Poel tak přiletěl nad Singoru sám a jeho pumy zničily pouze signalizační zařízení. Poté se vrátil do Medanu, kde bezpečně přistál. Mulder nalezl jen železniční trať a pro nedostatek pohonných hmot byl nucen narychlo odhodil své pumy. Pak zamířil do Ipohu k nejbližšímu spojeneckému letišti, kde jej britské jednotky považovaly za Japonce a zahájily po něm palbu. Mulder začal okamžitě stoupat, avšak o kus dál musel bez paliva nouzově přistát v džungli. Po třech dnech byl objeven britskými vojáky a převezen do nemocnice.
1. února 1942 disponovala vlivem operační činnosti jednotka 1-VIG-IV, v předvečer japonských leteckých úderů na Jávu, jen osmi letouny Curtiss Hawk.
Do další významné akce se piloti Hawků ML-KNIL dostali 3. února 1942, druhý den japonského výpadu proti Jávě. Po varování o blížícím se náletu japonských bombardérů dostali nizozemští stíhači na východě ostrova rozkaz ke startu. Ihned vzlétlo i sedm H75A z 1-VIG-IV. Téměř okamžitě spatřili velký bombardovací svaz z Takao kaigun kókútai bez doprovodu stíhačů a začali je pronásledovat. V tuto chvíli začal motor Curtissu Sgt. Muldera vynechávat a proto zahájil návrat zpět na základnu. Během přiblížení k Meospati se motor zastavil nadobro a při nasazení na nouzové přistání byl jeho Hawk napaden a zapálen stíhacím A6M. Pilot dokázal hořící letoun udržet pod kontrolou a bez podvozku dosedl na zem. Krátce nato měl stejný technický problém také Sgt. A. Kok, který byl během nouzového přistání tak jako Mulder postřelován a zapálen. Po tvrdém přistání se ukryl v kráteru od pumy, odkud pozoroval pád v plamenech Curtisse Capt. Maxe van der Poela. Tomu se z hořícího stroje podařilo opustit kokpit na padáku, avšak dopadl do rozvodněné řeky, kde utonul. Před vlastní sestřelením ještě dokázal zlikvidovat jedno „Zero“. Během souboje s bombardéry nárokoval jeden z nich jako pravděpodobně sestřelený Sgt. Maj. P. Boonstoppel a několik dalších bylo poškozeno. Japonské bombardovací stroje byly holandskými Hawky pronásledovány dále směrem k Madoeře, kde na jejich obranu zasáhly stíhací letouny A6M. Ens. Count F. J. van der Does de la Bije byl nad Madoerou sestřelen a zabit, zatímco Ens. H. G. G. Droge, který byl rovněž sestřelen, opustil Hawk na padáku. V Maospati tak dokázaly přistát pouze dva Curtissy.
5. února 1942 odstartovalo ve třech vlnách, celkem 48 A6M2 a tři Micubiši C5M z Tainan kaigun kókútai a 3. kaigun kókútai, k útoku na Jávu a ostrov Bali. Proti nim vzlétlo na obranu 13 stíhacích letounů, mezi nimiž byly i dva zbývající letuschopné Curtissy Hawk ML-KNIL. První osamocený Hawk (C337) Ens. Beukmana padl za oběť dvojici Zer, řízených itó hikóhei (一等飛行兵 ~ námořník 1. třídy) Masajuki Nakasem a itó hikóhei Tamekičim Ohcukim, nad Surabajskou oblastí. Stejná dvojice japonských stíhačů sestřelila i poslední Hawk (C332) Sgt. Hermense nad ostrovem Madura. Letoun s celým vyřazeným elektrickým systémem byl totálně zničen při nouzovém přistání, avšak Hermens vyvázl nezraněn.

### United States Army Air Corps

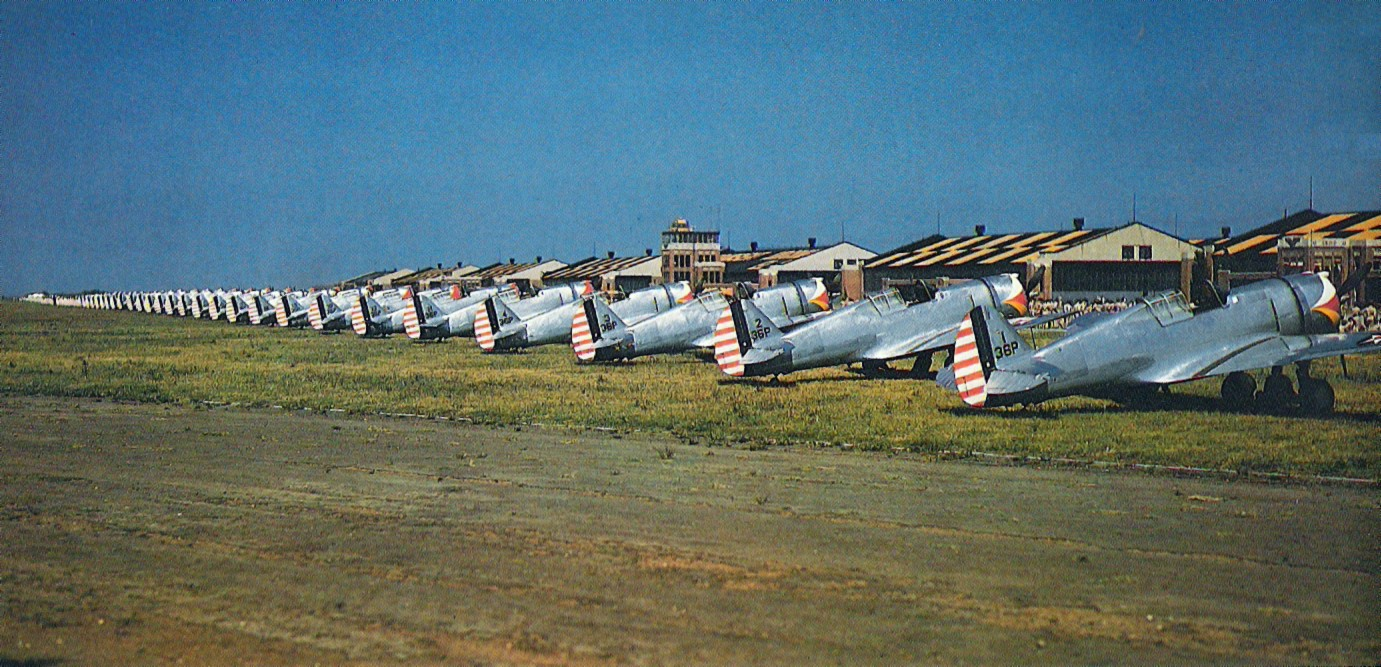
Curtissy P-36A Hawk, 36th PG USAAC, Langley Field, Virginia, USA, 1940

První stroje P-36A byl dodány 20. stíhací peruti USAAC na Barksdale Field v Louisianě v dubnu 1938. Od listopadu 1939 s letouny P-36A operovala 79. stíhací peruť 20. stíhací skupiny USAAC, dislokovaná na letišti Moffet Field v Kalifornii. Jejich službu poznamenala řada dětských nemocí s výfukovými plyny, potahem a slabými místy na draku, což omezovalo výkony letounu. V době, kdy byly tyto problémy vyřešeny, byly P-36A označeny za zastaralé a převedeny ke cvičným jednotkám a na vzdálená místa jako Albrook Field v panamském průplavovém pásmu, Elmendorf Field na Aljašce a Wheeler Field na Havaji, kde byly zařazeny k 46. stíhací peruti 15. stíhací skupiny USAAC. 47. stíhací peruť USAAC s domovskou základnou Haleiwa Field na Havaji, byla od roku 1941 vyzbrojena letouny P-36C.
Na Havaj P-36 dorazily v dubnu 1941 na lodi USS Enterprise z Kalifornie. U pobřeží Havaje vzlétly z lodě a přistály na souši. Tento způsob ušetřil čas místo toho, aby byly letouny nejprve rozmontovány, uloženy do beden, jeřábem naloženy na nákladní loď, na Havaji vyloženy a opět smontovány.
Americké P-36 se boje dočkaly jen během útoku na Pearl Harbor 7. prosince 1941. Pět ze 39 P-36 bylo během útoku schopných vzlétnout a dosáhly sestřelu dvou japonských Micubiši A6M2 Zero při ztrátě jednoho P-36 - šlo o jeden z prvních amerických sestřelů za druhé světové války. Obě vítězství v prostoru Oahu nárokoval 1st/Lt. Harry Brown ze 47th PS 15th PG na stroji P-36C.[zdroj⁠?!] Další sestřel japonského letounu během útoku na Pearl Harbor byl přiznán Lt. Philu Rasmussenovi ze 46th PS 15th PG, který pilotoval P-36A.

## Specifikace (P-36A)

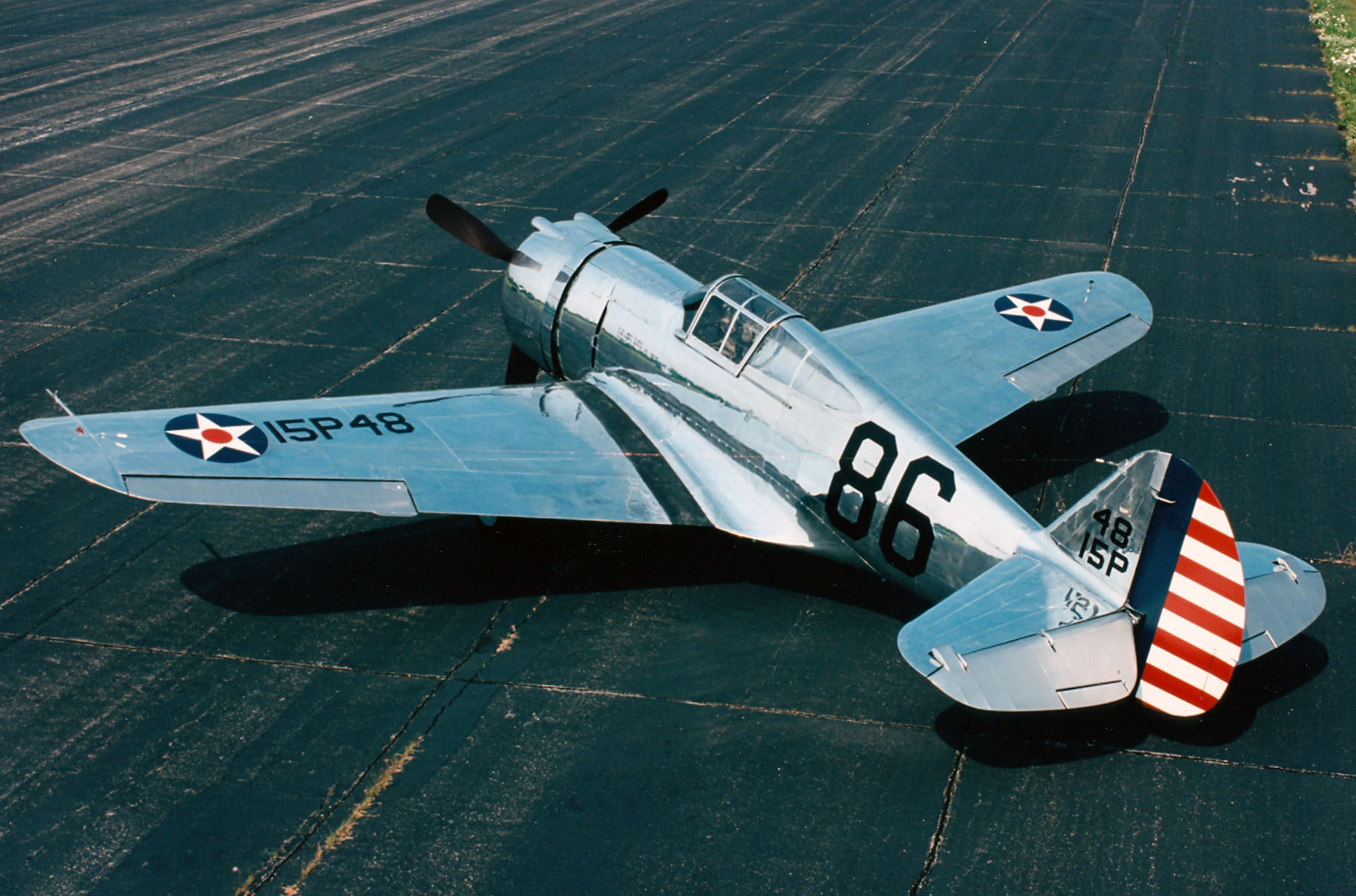
Curtiss P-36A Hawk ze sbírek Národního muzea Letectva Spojených států amerických

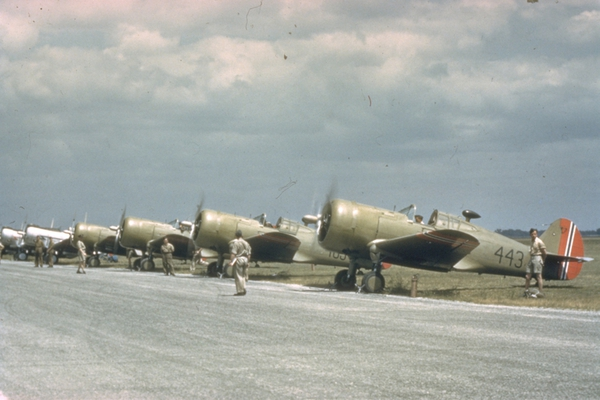
Norské stroje Curtiss Hawk H75A-8, Island Airfield, Toronto, Kanada

### Technické údaje
- Posádka: 1 (pilot)
- Rozpětí: 11,303 m
- Délka: 8,867 m
- Výška: 2,9 m
- Nosná plocha: 21,00 m²
- Hmotnost prázdného letounu: 2116 kg
- Vzletová hmotnost: 2661 kg
- Pohonná jednotka: 1 × dvouhvězdicový vzduchem chlazený čtrnáctiválec Pratt-Whitney R-1830-S1C3-G „Twin Wasp“
  - Výkon pohonné jednotky: 1050 k (783 kW)

### Výkony
- Maximální rychlost: 518 km/h
- Cestovní rychlost: 418 km/h
- Dostup: 9857 m
- Stoupavost: 13 m/s
- Dolet: 1046 km

### Výzbroj
- 4 × 7,62mm kulomet M1919 Browning
- 2 × 12,7mm kulomet M2 Browning